# Gymnopleurus reichei
Gymnopleurus reichei là một loài bọ cánh cứng trong họ Bọ hung (Scarabaeidae).